# Božidar Smiljanić
Božidar Smiljanić (Zágráb, 1936. szeptember 20. – Zágráb, 2018. április 7.) horvát–jugoszláv színész.

## Filmjei

### Mozifilmek
- A Kék Sirály (Sinji galeb) (1953)
- Kozara (1962)
- A neretvai csata (Bitka na Neretvi) (1969)
- Hotelska soba (1975, rövidfilm)
- Stadion akció (Akcija Stadion) (1977)
- Az újságíró (Novinar) (1979)
- Majd meglátjuk, ha megérjük (Zivi bili pa vidjeli) (1979)
- Horvatov izbor (1985)
- Transylvania 6-5000 (1985)
- Istenek fegyverzete (Lung hing foo dai) (1986)
- The Princess Academy (1987)
- A nagy balhé 2. ('A' gai wak 2) (1987)
- Istenek fegyverzete 2: A Kondor akció (Fei ying gai wak) (1991)
- A tévedések pápája (The Pope Must Die) (1991)
- Gospa (1995)
- Peacemaker (1997)
- Bozicna carolija (1997, rövidfilm)
- Cetverored (1999)
- Potonulo groblje (2002)
- Milost mora (2003)
- 100 minuta slave (2004)
- Lopovi prve klase (2005)
- Dasa (2008, rövidfilm)
- Missione di pace (2011)
- Ljudozder vegetarijanac (2012)
- Eyjafjallajökull (2013)
- Szuper-hipochonder (Supercondriaque) (2014)
- Ustav Republike Hrvatske (2016)

### Tv-filmek
- Nepoznati (1960)
- Vrtlarev pas (1961)
- Svasta se moze dogoditi jednoga dana (1961)
- Pustolov pred vratima (1961)
- Covjek od vaznosti (1961)
- Skerco za Marula (1962)
- U prolazu (1963)
- Kandidat smrti (1963)
- Sonata facile (1965)
- Sasvim malo skretanje (1965)
- Osuda inz. Meglara (1965)
- Banket (1965)
- Laura (1968)
- Kratak susret (1968)
- A u pozadini more (1969)
- Zaista zamrsen slucaj (1973)
- Car se zabavlja (1975)
- Samac (1976)
- Punom parom (1980)
- Kazalisni zivot ili smrt (1981)
- Nesretan slucaj (1981)
- Sitne igre (1981)
- Bombaper (Bombaski proces) (1984)
- Neobicni sako (1984)
- Nadia (1984)
- Piszkos tizenkettő: Halálos küldetés (Dirty Dozen: The Deadly Mission) (1987)
- Intrigue (1988)
- The Forgotten (1989)
- Under Cover (1991)
- Az idő malmai (The Sands of Time) (1992)
- Cappuccino zu Dritt (2003)

### Tv-sorozatok
- Amerre a vaddisznók járnak (Kuda idu divlje svinje) (1971, egy epizódban)
- Kapelski kresovi (1975–1976, tíz epizódban)
- Marija (1977, egy epizódban)
- Nikola Tesla (1977, egy epizódban)
- Velo misto (1980, két epizódban)
- Jelenko (1981, három epizódban)
- Nepokoreni grad (1982, három epizódban)
- Dosije (1986, egy epizódban)
- Putovanje u Vucjak (1986–1987, hat epizódban)
- Dirty Dozen: The Series (1988, egy epizódban)
- Zabranjena ljubav (2005–2008, 14 epizódban)
- Ponos Ratkajevih (2007, egy epizódban)
- Odmori se, zasluzio si (2008, 2013, két epizódban)
- Bitange i princeze (2009, egy epizódban)
- Dome slatki dome (2010, 16 epizódban)
- Instruktor (2010, egy epizódban)
- Najbolje godine (2011, három epizódban)
- Larin izbor (2011–2013, öt epizódban)
- Nikol, povjerljivo (2012, egy epizódban)